# Stig (Sänger)

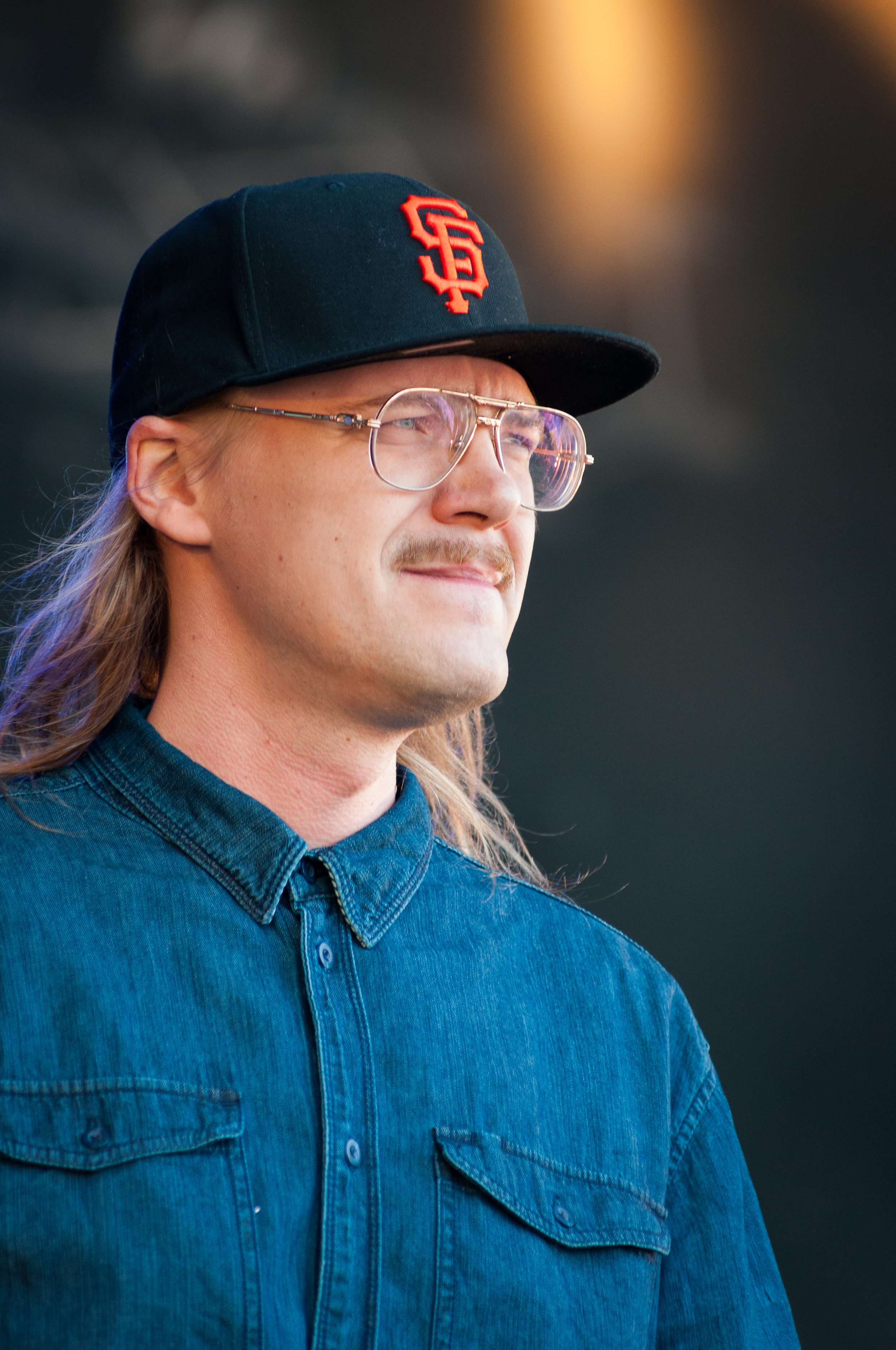
Stig (2012)

Stig (* 22. August 1978 in Helsinki als Pasi Petteri Siitonen) ist ein finnischer Hip-Hop- und R&B-Musiker.

## Leben
am 26. Juli 2006 veröffentlichte Stig sein erstes Album Stig Dogg, dass sich in den finnischen Albumcharts auf Platz 36 platzieren konnte. Auch die ausgekoppelte Single Rakkauden Bermudan kolmio konnte sich auf Platz 18 platzieren.
2007 erschien mit Stigidilaatio Stigs zweites Album. Es stieg in die Top 10 der finnischen Albumcharts ein.
2012 trat er mit seinem Lied Laululeija beim finnischen Vorentscheid des Eurovision Song Contest teil, bei dem er den dritten Platz belegte.
Stig lebt in Helsinki und hat zwei Söhne.

## Diskografie

### Alben
| Jahr | Titel               | Höchstplatzierung, Gesamtwochen, AuszeichnungChartsChartplatzierungen (Jahr, Titel, Platzierungen, Wochen, Auszeichnungen, Anmerkungen) | Anmerkungen                  |
| Jahr | Titel               | FI | Anmerkungen                  |
| ---- | ------------------- | --- | ---------------------------- |
| 2006 | Stig Dogg           | FI36 (1 Wo.)FI | Veröffentlicht als Stig Dogg |
| 2007 | Stigidilaatio       | FI8 (2 Wo.)FI | Veröffentlicht als Stig Dogg |
| 2012 | Puumaa mä metsästän | FI17 (14 Wo.)FI |                              |
| 2013 | Niks ja naks        | FI12 (7 Wo.)FI |                              |
| 2015 | Stig                | FI10 (12 Wo.)FI |                              |

### Singles
| Jahr | Titel Album                           | Höchstplatzierung, Gesamtwochen, AuszeichnungChartsChartplatzierungen (Jahr, Titel, Album, Platzierungen, Wochen, Auszeichnungen, Anmerkungen) | Anmerkungen                  |
| Jahr | Titel Album                           | FI | Anmerkungen                  |
| ---- | ------------------------------------- | --- | ---------------------------- |
| 2006 | Rakkauden Bermudan kolmio –           | FI18 (1 Wo.)FI | Veröffentlicht als Stig Dogg |
| 2007 | Stigidilaatio –                       | FI12 (4 Wo.)FI | Veröffentlicht als Stig Dogg |
| 2012 | Ryyppy –                              | FI9 (19 Wo.)FI |                              |
| 2012 | Puumaa mä metsästän –                 | FI11 (8 Wo.)FI |                              |
| 2013 | Viheltelen –                          | FI12 (7 Wo.)FI |                              |
| 2014 | Roy Orbison –                         | FI4 (10 Wo.)FI |                              |
| 2016 | Original Gigolo –                     | FI12 (2 Wo.)FI | Stig feat. Teflon Brothers   |
| 2020 | Kuka on se oikea vain elämää kausi 11 | FI6 (3 Wo.)FI |                              |
| 2020 | Kuningaskobra –                       | FI1 (5 Wo.)FI |                              |
| 2020 | Pienen pojan elämää –                 | FI11 (2 Wo.)FI |                              |
| 2020 | Kukkurukuu –                          | FI10 (2 Wo.)FI | feat. Yona                   |

### Als Gastmusiker
| Jahr | Titel Album             | Höchstplatzierung, Gesamtwochen, AuszeichnungChartsChartplatzierungen (Jahr, Titel, Album, Platzierungen, Wochen, Auszeichnungen, Anmerkungen) | Anmerkungen                                                         |
| Jahr | Titel Album             | FI | Anmerkungen                                                         |
| ---- | ----------------------- | --- | ------------------------------------------------------------------- |
| 2013 | Seksikkäin Jäbä –       | FI3 (15 Wo.)FI | Teflon Brothers feat. Stig & Meiju Suvas                            |
| 2015 | Käsä Vielä Jääda Vois – | — | Neljänsuora feat. Stig                                              |
| 2017 | Mummoille –             | — | Teflon Brothers feat. Sahamies & Arttu Wiskari & Tango-Teemu & Stig |